# چار کوتیا
چار کوتیا (به لاتین: Char Keutia) یک منطقهٔ مسکونی در بنگلادش است که در ناحیه باریسال واقع شده‌است.